# Домініканський монастир (Мінськ)
Костел Святого Томи Аквінського і домініканський монастир (біл. Касьцёл Сьвятога Тамаша Аквінскага і кляштар дамініканаў) — колишній римо-католицький монастирський комплекс, розташований у Мінську. Діяв з початку XVII століття до 1832 року. Знаходився на Високому ринку, Займав площу близько 2 гектарів, обмежену вулицями Домініканською, Волоцькою та Юр'ївською (частина кварталу сучасного Палацу Республіки).
До складу комплексу входили кам'яні будівлі костелу та монастирського корпусу, а також дерев'яні споруди: два флігелі, стайня, комора, колодязь, в північно-західній частині корпусу знаходився сад; весь комплекс був обгороджений високою кам'яною кладкою з великими в'їзними воротами. Будівлі були підірвані 1950 року. На сьогодні збереглися лише фундаменти та склепіння, що вимагають детальних археологічних досліджень.
Йдуть дискусії стосовно реконструкції костелу на його первісному місці.

## Історія
1600 року вдова венденського воєводи Кшиштофа Слушки Софія (з роду Завішів) почала будувати дерев'яний костел, який невдовзі після завершення будівництва 1605 року відійшов до монахів-домініканців. За свідченням Владислава Сирокомлі, монастир підтримала шляхта — вони організували збір у фонд костелу, який отримав назву «Копиткова». Це була плата за проведення коня через міську заставу. Пізніше в інтер'єр домініканського монастиря розмістили герби ініціаторів цього збору. 1615 року, після пожежі, мінський воєвода Петро Тишкевич подарував монахам площу для зведення кам'яних будівель. Станом на 1623 рік про костел є згадка як про недавно закладений. Припускають, що він був побудований в 1620—1640 роках і освячений на честь Томи Аквінського, одного з найвідоміших представників домініканського ордену, філософа, проповідника.
Монастир та костел знаходились неподалік від південної лінії міських укріплень — земляного валу з ровом та бастіонами. У другій половині XVII століття монастир був одним з оборонних форпостів міста. У російських документах часів Московсько-польської війни (1654—1667) вказано, що з костелу можна було вести «полковий і підошовний і мушкетний бій». Мандрівники, які проїжджали через Мінськ, відзначали пишність та багатство костелу, а стольник Петра I Петро Толстой, який зупинявся 1697 року в місті, захоплювався органом. Відомо, що з 1692 до 1698 року органістом у соборі служив К. Мурашкевич, а з 1698 — К. Ластовський.
1703 року завершено будівництво нового монастирського комплексу, а 1709 року почали «реставрувати костел, особливо другу половину нави, яку належало вирівняти разом з каплицями іншої частини костелу». 1781 року почалася ще одна реконструкція костелу, для чого настоятель Петропавлівського монастиря М. Данилевський віддав домініканцям в оренду цегляний завод, що знаходився в урочищі Медвежино. 1781 року бургомістр та голова цеху мулярів Н. Макаревич уклав контракт з Б. Рибчинським, настоятелем монастиря, на будівельні роботи. Внаслідок реставрацій монастир отримав незвичайну ансамблеву композицію — створення двох планів-куліс, розгорнутих у просторі.
У зв'язку зі створенням Мінської діоцезії 1798 року частина корпусів домініканського монастиря відійшла під єпископську резиденцію. Після придушення Польського повстання 1830 року, 18 липня 1832, російська влада закрила монастир, і костел почав діяти як парафіяльний храм в ім'я Трійці. В 1840-х роках монастирські корпуси були перебудовані під духовну католицьку семінарію. Після придушення Польського повстання 1863 комплекс починають використовувати як військовий двір. В 1880-х роках з'явився проект пристосування костелу під театр, який так і не був здійснений. Впродовж XIX століття костел втратив свої бічні вежі. На початку XX століття будівля костелу була за пожежним депо. Близько 1907 верх фронтону костелу розібрали, і на його місці спорудили дерев'яну оглядову вежу.
5 липня 1926 комплекс взяла під охорону держава. Коли радянські війська займали Мінськ 1944 року будівля костелу отримала пошкодження. Після закінчення війни 1945 року уряд Німеччині виплатив контрибуцію на відновлення будівель Білоруської РСР, частина з якої пішла на первинну консервацію будівлі.
Однак 1950 року керівництво БССР затвердило генеральний план Центральної площі, згідно з яким посеред неї зводили пам'ятник Йосипу Сталіну, а на місці колишнього монастиря розбивали сквер. Незабаром костел був підірваний, і його камені пішли на будівництво нових споруд в Мінську. 1986 року археологи розкрили фундамент костелу. Його стіни місцями досягали 3 метрів, на фасадах були виявлені бійниці нижнього бою, пристосовані для стрільби з мушкетів. Зенон Позняк, який брав участь у розкопках, в одній зі статей писав, що коли археологи дісталися до шару XVII століття, то виявили кілька десятків скелетів з проломленим або простреленими черепами.

## Архітектура
Архітектурний ансамбль мав чітку просторово-розгорнуту композицію, перший план якої створювали вхідні ворота, на другому плані був безпосередньо сам головний ансамбль костелу, а своєрідним фоном були стіни монастирського корпусу.
Монастирські споруди з комплексом займали площу 9949,5 м², крім того були володіння в інших частинах Мінська, які
загалом становили 5445 м² і здавалися в оренду городянам.

### Костел
Костел був пам'ятником архітектури бароко. Він являв собою класичну тринавову базиліку без трансепта, з прямокутним вівтарем. Південно-західні частини бічних нав містили дві каплиці. Високий корабель храму на головному фасаді завершував багатоярусний фігурний щит, прикрашений рустованими пілястрами, бічними волютами, декоративними вазами, лиштвами лучкових та аркових віконних прорізів . Мальовничість фасаду значно збагачували восьмигранні ротонди-каплиці, які розташовувалися по обидва боки фасаду. До північно-західного фасаду у вигляді прямокутної апсиди прилягало захристя.

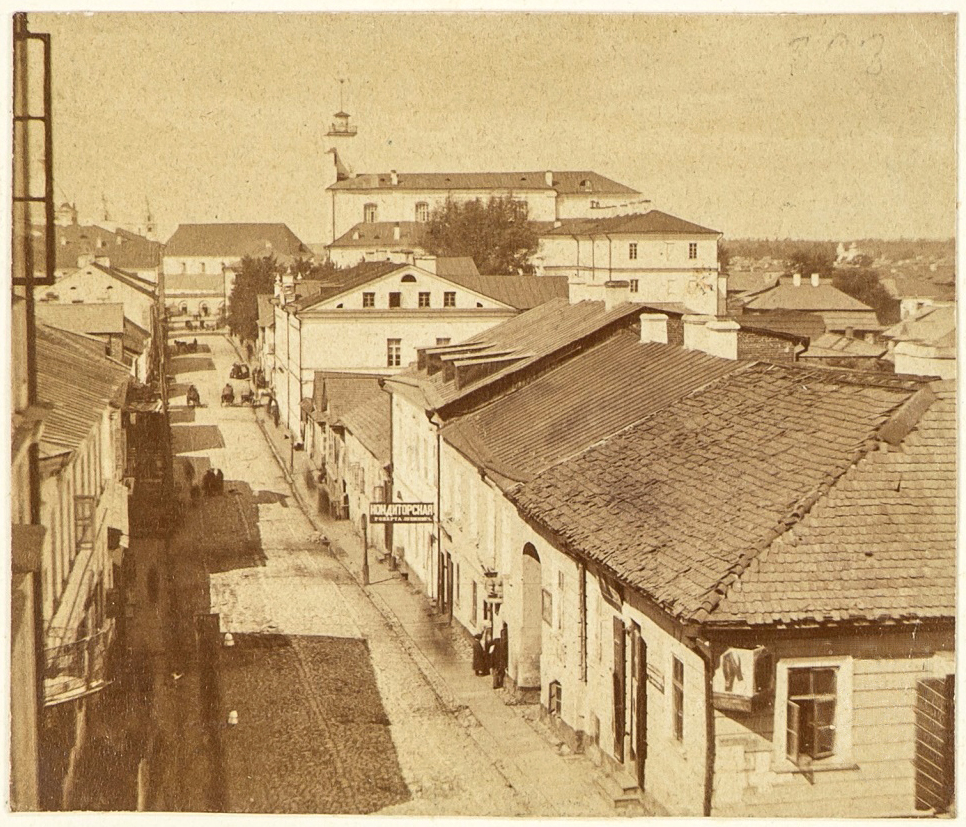
Домініканська вулиця, праворуч костел. Знімок 2-ї половини XIX століття

Центральну наву перекривало циліндричне склепіння, а бічні нави — хрестове. Інтер'єр прикрашали фрески в стилі бароко і 13 ліпних вівтарів з рокайлями — головним та бічними, які були розташовані близько 6 міжнавових стовпів. Головний вівтар був присвячений Томі Аквінському, ліворуч від нього були вівтарі, присвячені Діві Марії Розарію, апостолу Тадею, святій Варварі, святому Вінсенту Фереру, Катерині Александрійській, архангелу Михаїлу; праворуч — вівтарі Розп'яття Христового, святого Домініка, Непорочного зачаття Діви Марії, святого Яцека Одровонжа, святого Яна Непомуцького. Ще два вівтарі були в каплицях; у лівій каплиці, побудованій на пожертвування Глібовичів, — на честь Марії Магдалини, у правій, побудованій на пожертвування Завішів і розписаній фресками Страстей Христових, — на честь Скорботної Діви Марії. Також на карнизах було 8 ліпних гербів засновників і опікунів монастиря.
На хорах, над нартексом, містився найбільшим в Мінську орган. У 1830-х роках в костел часто приходив майбутній композитор Станіслав Монюшко, який жив у будинку навпроти, щоб послухати орган.

### Монастирські ворота

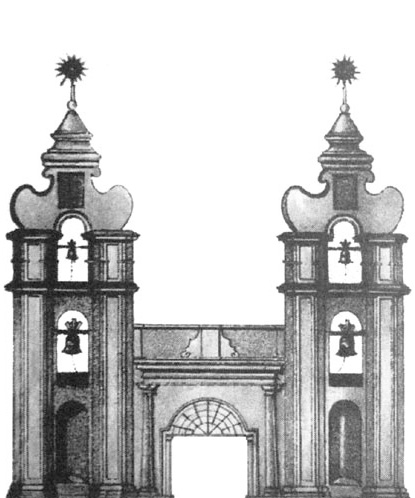
Монастирські ворота

Перед головним фасадом костелу стояли вхідні ворота, що складалися з двох триярусних веж-дзвіниць, з'єднаних вхідним портиком у вигляді тріумфальної арки. Вежі були прикрашені чотирма діагонально розташованими волютами, які були увінчані бароковими сігнатурками.

### Монастирський комплекс
Монастирський корпус — прямокутна витягнута двоповерхова будівля з вальмовими дахами — прилягав під прямим кутом до пресбітерію й кінця бічної нави костелу та зливався з нею в монументальний масив. Центральна частина фасаду виділялася ризалітом. Приміщення монастиря перекривало хрестове склепіння.
Крім кам'яного монастирського корпусу існували господарські побудови: одноповерховий коридорний будинок, розділений на кухню з пекарнею та житлом для прислуги (1825), два хліви зі стайнею для чотирьох коней, комора з льодовиком (1823), криниця з покровом.

## Сучасність
Існує проект відновлення костелу на історичному місці. Фахівці архітектурної секції Білоруського добровільного товариства охорони пам'яток історії та культури розробили ескіз костелу на підставі науково-дослідницьких матеріалів.
2011 року товариство підготувало звернення до влади Мінська з обґрунтуванням цієї пропозиції.